# جامعة ولاية لويزيانا مدرسة الطب في شريفبورت
جامعة ولاية لويزيانا مدرسة الطب في شريفبورت (بالإنجليزية: Louisiana State University School of Medicine in Shreveport)‏ هي إحدى الكليات لتدريس الطب في الولايات المتحدة الأمريكية. تقع في مدينة شريفبورت في ولاية لويزيانا الأمريكية. نوع الشهادة الطبية التي يتم تحصيلها هناك هي دكتور في الطب.